# Hobart's Funnies

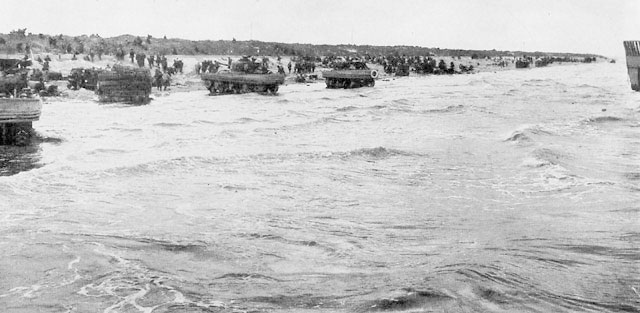
Chars DD lors du débarquement à Utah Beach.
Deux escadrons de ces chars seront largués à 3 kilomètres de la plage et précèderont le débarquement des soldats.

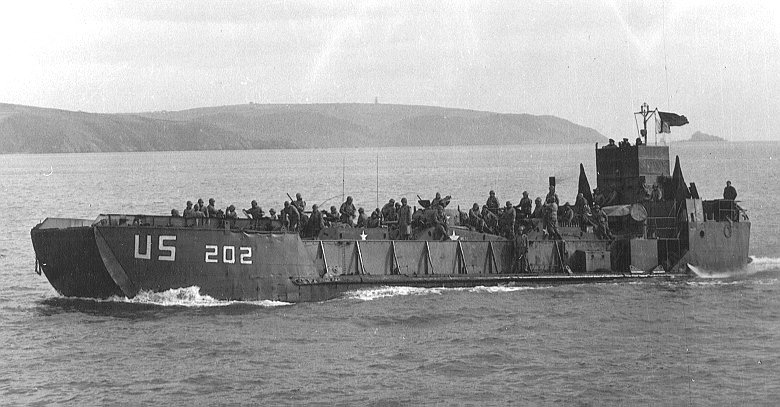
LCT prêt à larguer ses véhicules de débarquement.

Écusson de la blindée britannique.

Les Hobart's Funnies étaient un petit groupe de chars de combat spécialement modifiés par la 79e division blindée britannique et des spécialistes des Royal Engineers lors de la Seconde Guerre mondiale. Ils doivent leur nom au major-général Percy Hobart (1885-1957), ingénieur militaire et commandant de la 79e division et à leur « drôle » (funny) d'aspect.
Ils avaient été conçus après la leçon de la mauvaise expérience du débarquement de Dieppe pour surmonter les problèmes de la phase d'assaut du débarquement en Normandie de juin 1944,. Le débarquement allié en Afrique du Nord le 8 novembre 1942 permit de récolter des informations sur la meilleure façon de procéder pour le débarquement de Normandie.
Les Hobart's Funnies ont surtout servi sur les plages où les soldats du Commonwealth ont débarqué, lancés en mer dans le cas des chars DD amphibies afin qu'ils arrivent en même temps que les premières troupes débarquées, ou déposés pour les autres après les premières vagues d'assaut par des barges de débarquement (Landing craft tank (en anglais, sigle LCT).
Ils sont considérés comme les précurseurs des véhicules modernes spécialisés de génie militaire.

## Contexte historique

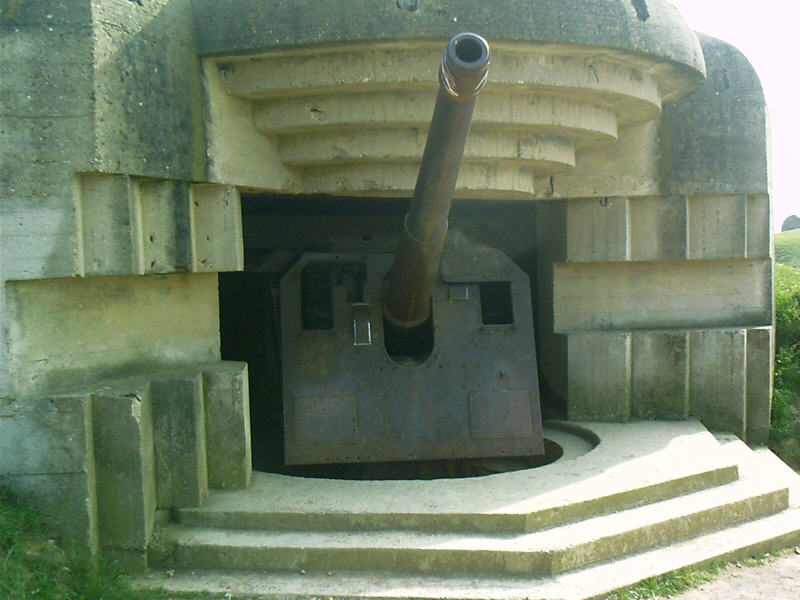
Fortification à Longues-sur-Mer, France.

La création d'une série de véhicules blindés de siège pour mener l'assaut sur les robustes et diverses défenses allemandes du mur de l'Atlantique disséminées sur les plages de la côte française est devenue une nécessité tactique. Les défenses étaient composées de nombreux blockhaus, de postes d'artillerie avec des canons de 88 mm capables de prendre les plages en enfilade ou de viser d'éventuels bateaux au large, de murs de béton, de pieux et fossés anti-chars, de champs de mines terrestres ou navales, de batteries anti-aériennes et de stations radar. Le mur de l'Atlantique était supervisé par Erwin Rommel qui y avait appliqué sa doctrine prévoyant de détruire l'armée d'invasion sur la plage même, malgré l'avis diamétralement opposé de son supérieur hiérarchique Gerd von Rundstedt qui pensait la combattre plus facilement à l'intérieur des terres.
Un balayage rapide des obstacles et des unités ennemies dans les secteurs britanniques était primordial d'autant plus que le sable mou de la plage aurait ralenti l'attaque des Alliés tout en favorisant une contre-attaque par des Panzers allemands.
La mise à terre des chars de combat en même temps que les premières vagues d'assaut était donc indispensable pour espérer une victoire.
Pour cacher le lieu réel du débarquement et éviter une trop forte concentration de troupes ennemies sur le site du débarquement, l'opération Fortitude fut mise en place afin de faire croire à un débarquement vers Calais. Elle continua après le débarquement pour éviter une arrivée trop rapide des troupes, laissant croire que la Normandie n'était qu'une diversion.

## Histoire

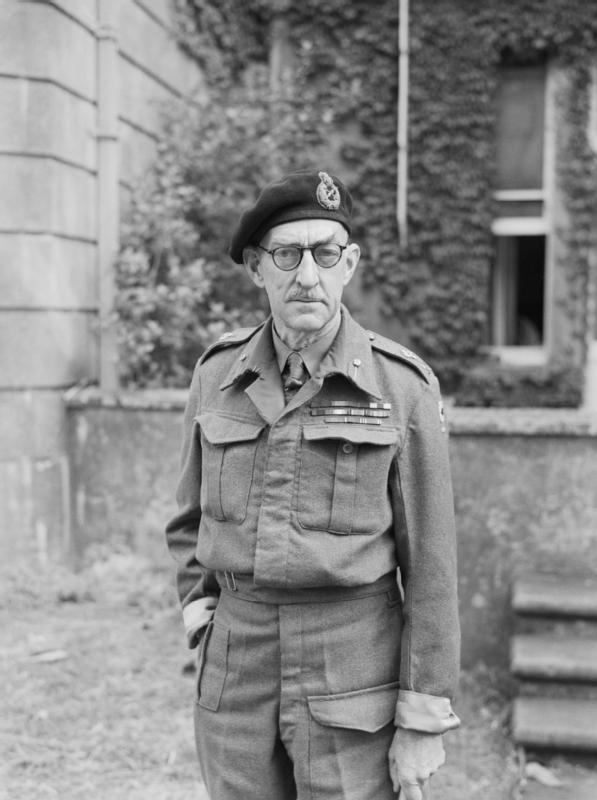
Percy Hobart (1885-1957) était également le beau-frère du général Bernard Montgomery.

Le 14 août 1942, la 79e division blindée britannique fut spécialement créée pour encadrer des chars de génie. En mars 1943, l'unité fut proche de la dissolution faute de ressources mais le Field Marshal Alan Brooke, comprenant l'intérêt de tels chars, prit la décision de créer ces nouvelles unités.
Le commandement de la division, la construction des véhicules et la formation des équipages ont été confiés à l'ancien general major Percy Hobart, pionnier expérimenté des blindés du génie dans les années 1930. Hobart ayant été obligé de démissionner de l'armée à cause de ses idées novatrices, il reprit du service comme simple caporal dans la Home Guard. Il profitera du soutien de Winston Churchill et de cette mission relative aux blindés du génie afin de revenir activement dans l'armée. Cependant, il n'accepta qu'à la condition que la division soit activement impliquée dans les combats, et qu'elle ne reste pas simplement une unité de développement ou de formation.
L'étonnante série de chars aux silhouettes inhabituelles sur un champ de bataille fut surnommée par dérision les « clowns » ou les « funnies » puis baptisée à partir du nom de son initiateur.
Plusieurs des idées mises en application avaient déjà été essayées, examinées ou étaient en développement aussi bien au Royaume-Uni que dans d'autres nations. Par exemple, le char Scorpion (basé sur un char Matilda Mark II) à fléau avait déjà été employé pendant la guerre en Afrique du Nord pour frayer des chemins dégagés à travers les champs de mines allemands. Les chars T-34 soviétiques avaient été aussi modifiés avec des fléaux anti-mines. De plus, chars de support rapproché, créateur de ponts et porteurs de combles avaient été développés ailleurs. Cependant, les Funnies étaient la plus grande et la plus complète collection de véhicules de génie militaire de l'époque.
Début 1944, Hobart put faire la démonstration à Eisenhower et à Montgomery d'une brigade de chars Sherman amphibies DD (Dual Drive), de Crab à fléau anti-mines, et de AVRE avec un groupe de chars lance-flammes Crocodile.
Montgomery fut rapidement convaincu qu'ils seraient nécessaires aux forces américaines et leur « offrit » la moitié de tous les véhicules disponibles. Eisenhower était pour l'utilisation des chars amphibies mais laissa la décision des autres versions au général Omar Bradley qui, lui-même, la délégua à ses officiers. Ces derniers ne retinrent aucun des autres concepts parce qu'ils pensaient qu'ils exigeraient une formation spécialisée complémentaire et plus de soutien.
Les exercices « Tigre » et « Fabius » permettront de répéter la procédure de débarquement.

## Les différents chars
La majorité des conceptions étaient des versions spécialement modifiées du char Churchill britannique ou du char Sherman M4 américain. Peu d'exemplaires de chaque configuration furent construits.

### Crocodile

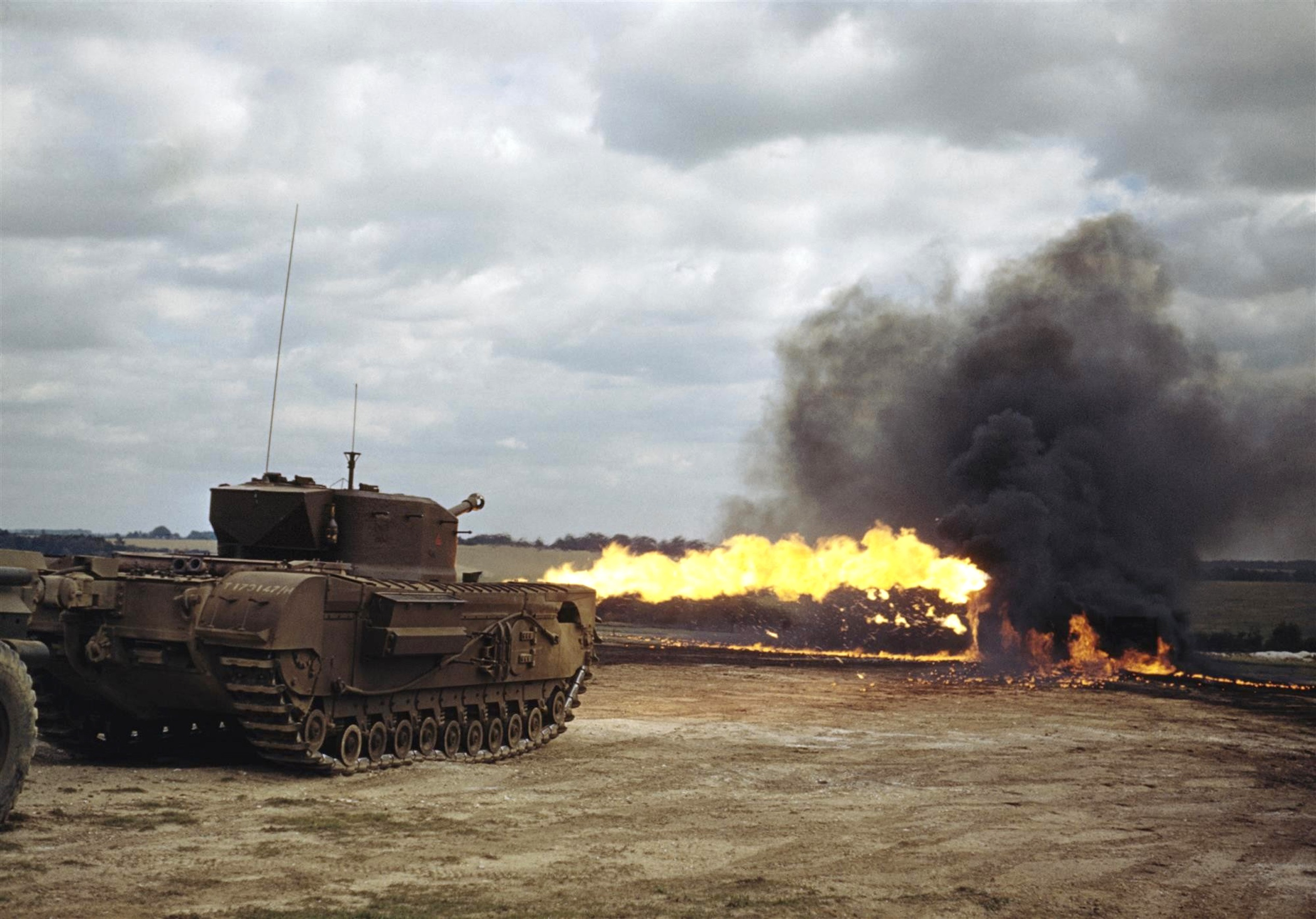
Crocodile en action en juin 1944.

Le Crocodile était un char Churchill converti en char lance-flammes en remplaçant l'une de ses mitrailleuses par un lance-flamme. Il conservait donc la tourelle et le canon de 75 mm de base.
Il tirait une mini-remorque blindée de 6,5 tonnes qui emportait 1 800 litres de combustible, soit environ 81 secondes de tir au lance-flamme en continu. Cependant, la pression nécessaire pour tirer loin ne pouvait pas être maintenue pendant très longtemps, c'est pourquoi l'arme était utilisée par tirs de quelques secondes seulement. Le lance-flamme avait une portée d'environ 110 mètres.
Comme la plupart des armes lance-flammes, il permettait de débusquer rapidement les troupes ennemies des bunkers ou du bocage normands tout en permettant la capture de soldats effrayés à l'idée d'être brûlés vifs.
Produit à partir d'octobre 1943,  800 exemplaires furent au total construits.

### AVRE

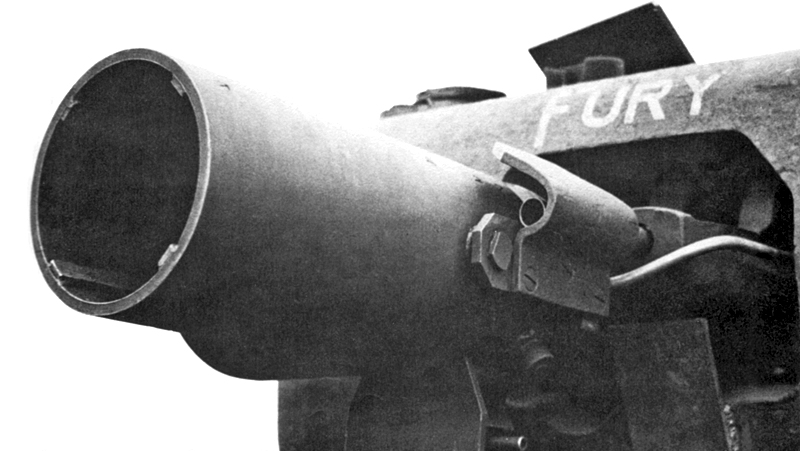
Gros plan sur le mortier de 230 mm du AVRE.

Les AVRE (Armoured Vehicle Royal Engineers) étaient des chars Churchill adaptés pour attaquer les défenses allemandes.
L'AVRE eut son canon principal remplacé par un mortier de 230 mm. Celui-ci tirait un projectile de 18 kg (surnommée la « poubelle volante » à cause de la forme de l'obus) à environ 137 mètres et se rechargeait de l'intérieur du char au rythme habituel de 4 par minute. Le projectile, très explosif car au napalm, était capable de détruire des obstacles tels que des barrages routiers et des bunkers.
Les mitrailleuses de 7,92 mm étaient cependant conservées, l'une sur la tourelle, l'autre coaxiale.
Le char était manœuvré par six personnes (un commandant, un conducteur, un sapeur, un opérateur radio, un tireur au mortier et un co-conducteur/chargeur de mortier) et avait un poids de 40 tonnes. Le ou les sapeurs du Royal Engineers pouvaient facilement entrer et sortir du char par des trappes latérales.
Les AVRE ont été également la base employée pour porter et actionner des équipements spéciaux. Ils donnèrent les versions suivantes.

#### Bobbin

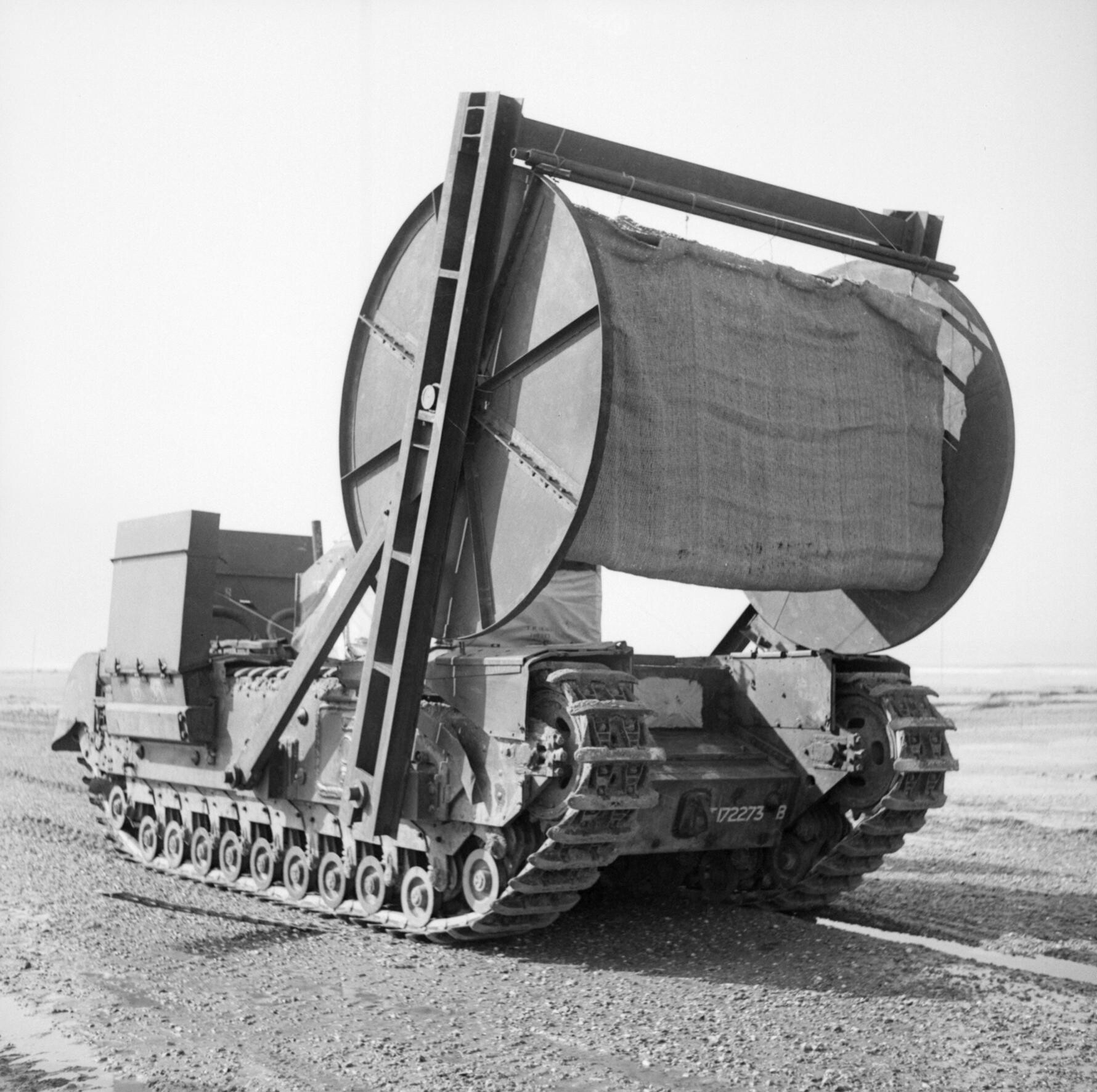
Le AVRE Bobbin est la solution alliée pour le sable mou des plages de Normandie.

Le Bobbin était un char doté d'un rouleau de  10 pieds ( 3 m) de large en toile renforcée de barres en acier qui, une fois déroulé, permettait à lui-même et aux véhicules suivants de ne pas s'enfoncer dans le sol mou des plages pendant le débarquement amphibie.
L'expérience démontra que la toile supportait bien le passage de véhicules à roues mais qu'elle était rapidement abîmée par le passage de véhicules à chenilles. Aussi, dès que les conditions le permettaient, elle était remplacée par des plaques de métal trouées.

#### Fascine

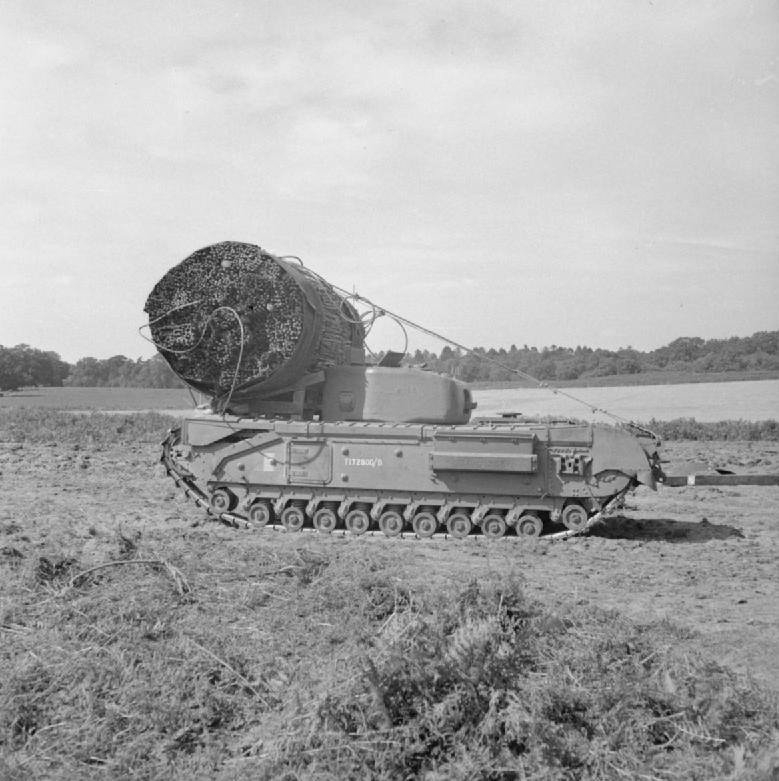
AVRE Fascine transportant sa charge.

Le Fascine était un char qui emportait une fascine, un énorme fagot, de 6 ou  8 pieds (1,8 à 2,4 m) de diamètre sur 11 (3,3 m) de large qui pouvait être déposé pour combler un fossé ou pour former une marche pour le passage des autres chars. Ce type d'équipement avait été déjà testé et utilisé lors de la Première Guerre mondiale sur des chars Mark I pour combler des tranchées.
La vision obstruée du conducteur nécessitait parfois l'intervention d'un autre homme pour le guidage. Certains essais ont même été faits avec l'ajout d'un périscope mais ils ne furent pas concluants.

#### Small Box Girder
Le Small Box Girder était un char qui pouvait déployer un pont d'assaut de 34 pieds ( 10 m) pour permettre le franchissement d'un large fossé tout en assurant une couverture à son équipage. La capacité de charge était de 40 tonnes.

#### Bullshorn Plough
Le Bullshorn Plough était un char doté d'un rabot prévu pour excaver la terre devant lui. Cela lui permettait lors de son passage de faire exploser et de rendre inoffensives les mines présentes.

#### Double Onion
Le Double Onion avait deux charges explosives disposées sur une plaque en métal qui pouvaient, lorsqu'elles étaient appliquées sur un mur en béton, le détruire tout en gardant une distance sûre.

### ARK

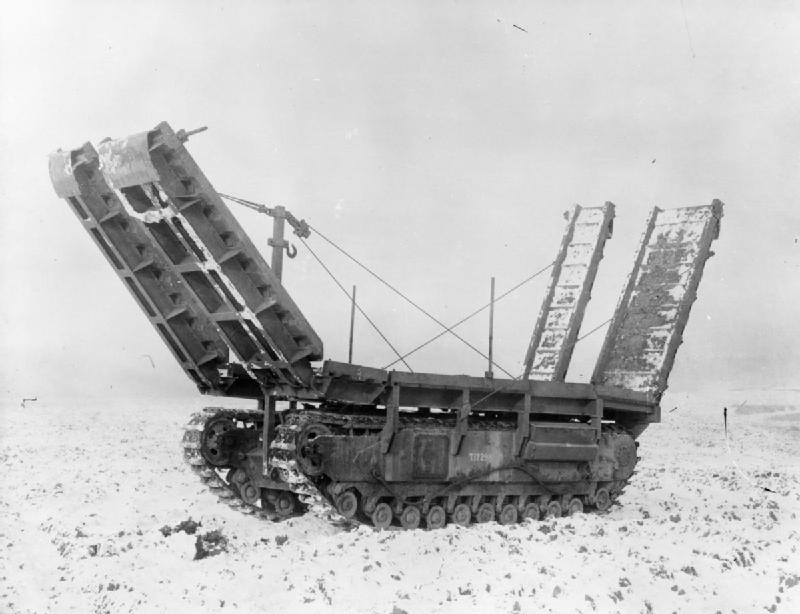
ARK en train de se déployer.

L’ARK ou ARC (Armoured Ramp Karrier ou Armoured Ramp Carrier) était un char Churchill sans tourelle avec des rampes extensibles à chaque extrémité. Il fut créé pour permettre le passage d'obstacles en se déployant pour former un pont. Les autres véhicules pouvaient ainsi lui rouler dessus. Deux versions avec des rampes plus ou moins larges furent créées.

### Crab

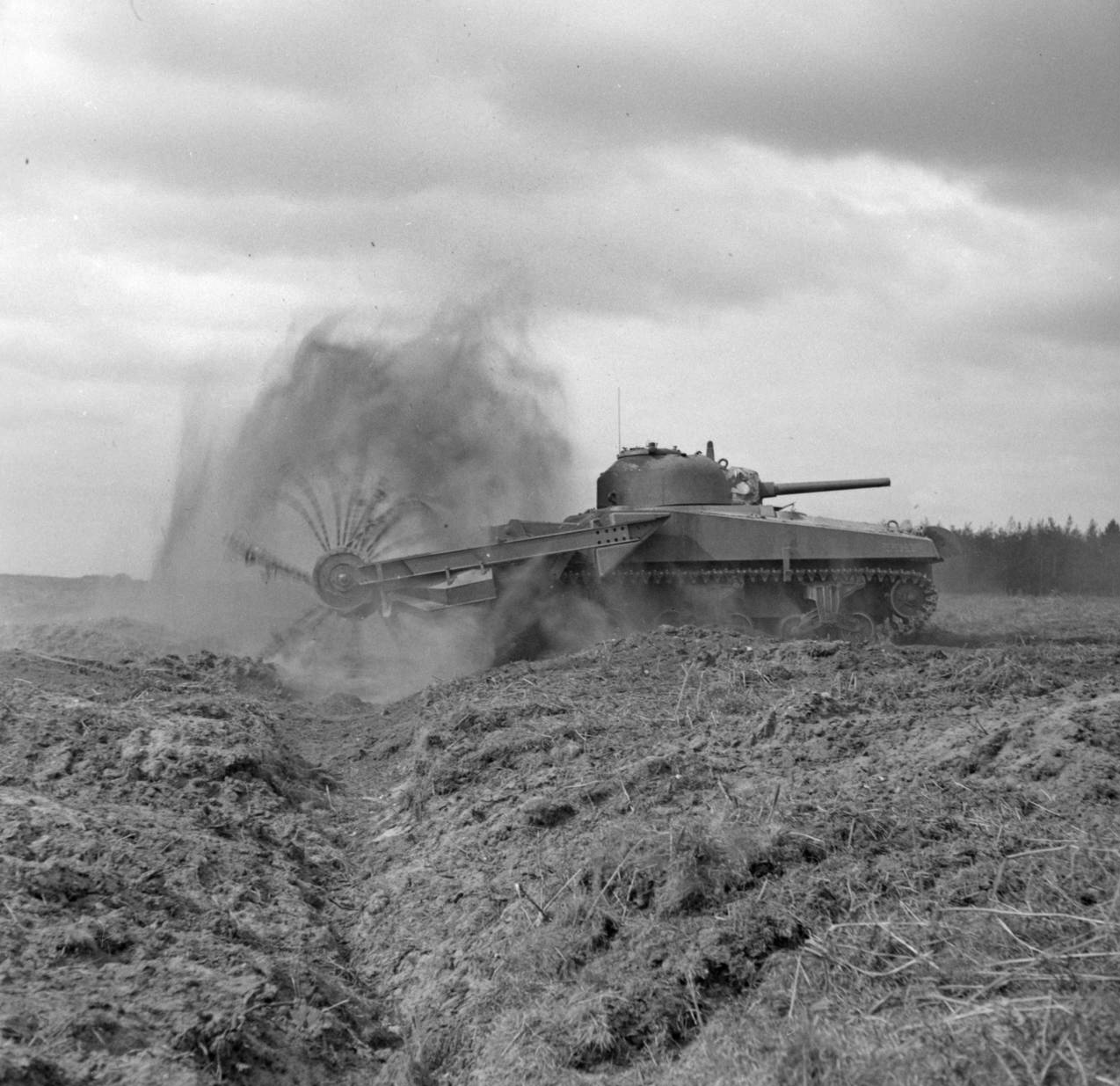
Char de déminage Crab avec le fléau en marche.

Le Crab était un char de déminage Sherman M4 modifié, équipé d'un fléau à mines.
Le fléau du Crab était un cylindre rotatif où étaient fixées 43 chaînes lestées qui faisaient éclater les mines au passage du char. Un bouclier anti-souffle entre le fléau et le char donnait une protection supplémentaire lors de l'explosion des mines. La rotation du fléau estimée à 142 tours par minute était obtenue par le moteur principal du char contrairement au Scorpion qui utilisait un moteur auxiliaire dédié et fragile.
Une innovation importante sur ce char était l'addition des lames circulaires aux extrémités du rotor qui permettaient la coupe de fils barbelés, lesquels avaient tendance à arrêter le fléau.
Les bras du fléau pouvaient être élevés et abaissés hydrauliquement et la version Matilda Mark II du Crab incluait un système qui adaptait automatiquement la hauteur du rotor du fléau au niveau du sol afin de ne pas manquer les mines enterrées plus profondément.
Une grande attention était prêtée au marquage du chemin dégagé lorsqu'il traversait un champ de mines. Les Crab avaient donc une paire de marqueurs remplis de craie en poudre qui s'écoulait lentement sur l'extérieur et délimitait les bords de l'itinéraire sûr. Ils étaient également équipés d'un distributeur qui, périodiquement, laissait tomber des marqueurs lumineux ou des grenades fumigènes à des intervalles choisis. Cependant, pour plus d'efficacité, les déminages se faisaient souvent par plusieurs chars accolés.
Toutefois, le fléau sur le tambour rotatif n'éliminait pas toutes les mines. De plus, le Crab se déplaçait à seulement 2 km/h lorsqu'il fouettait le sol et son canon devait être dirigé vers l'arrière, ce qui l'empêchait de tirer. L'opération de déminage soulevait aussi un important nuage de poussière. Mais, en dépit de tout cela, ce fut un véhicule efficace lors du « Jour J » et même après, principalement au cours des derniers mois du conflit où les Allemands ont recouru massivement aux champs de mines pour ralentir l'avance alliée.

### DD

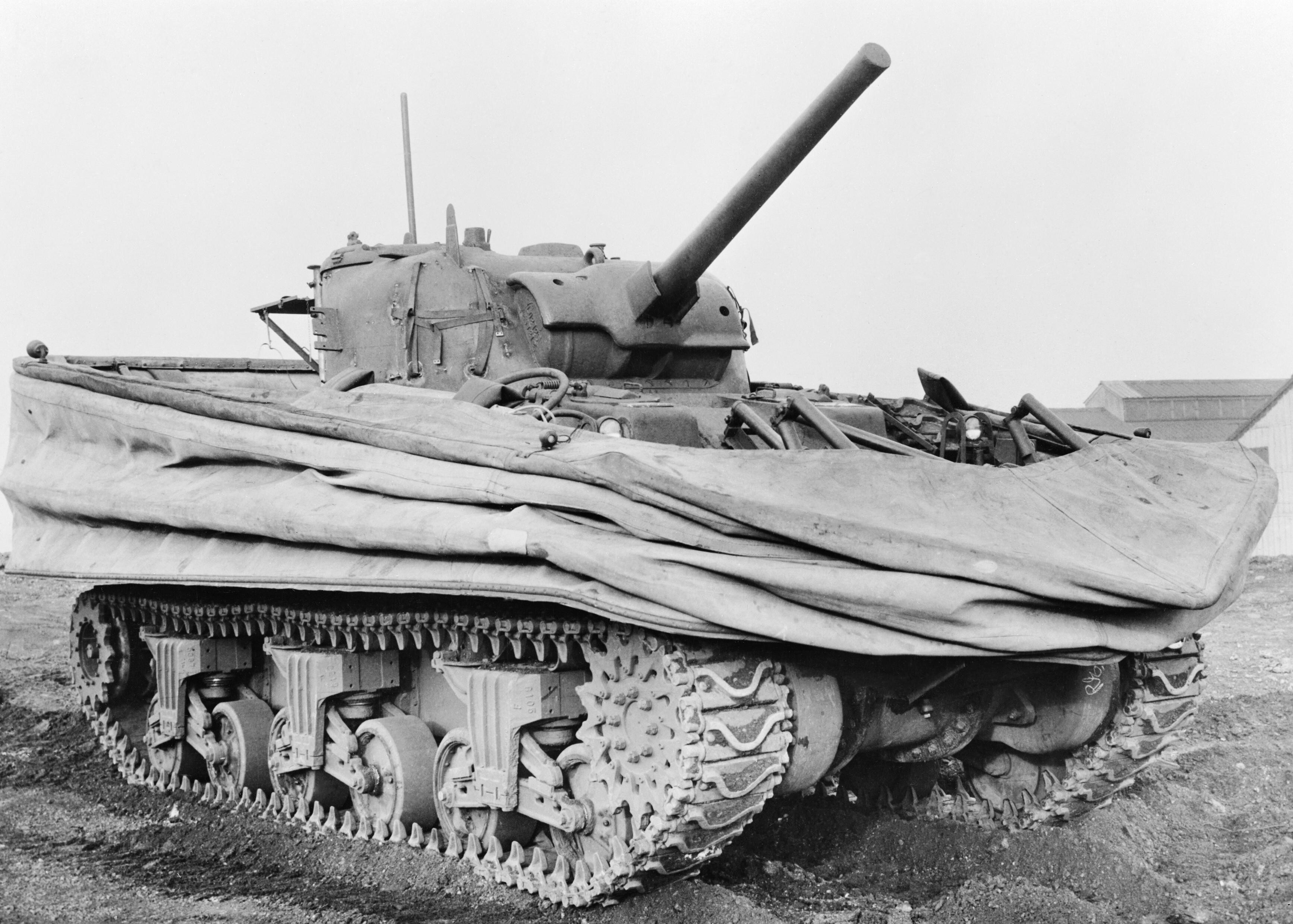
Char DD amphibie avec sa jupe abaissée.

Le char DD (en) (Duplex Drive tank, en raison de son double mode de propulsion) était un char amphibie Sherman M4 capable de flotter grâce à une jupe imperméable en caoutchouc abaissable et de se mouvoir au moyen de deux hélices jusqu’à la terre ferme après avoir été lancé d'une barge de débarquement (Landing craft tank, LCT) au large de la plage.
Les chars de ce type ont été prévus pour donner l'appui aux premières vagues de l'infanterie qui ont attaqué les plages.
Sur la mer relativement calme de Sword Beach, ils furent utilisés avec succès. Lancés à 4 km de la plage, 32 des 34 chars atteignirent la plage pour apporter une couverture à l'infanterie. Ils participèrent en partie à limiter les pertes sur cette partie de la plage. Les fantassins débarquèrent avec succès après les chars spéciaux qui parviennent à nettoyer la plage.
Sur Gold Beach, la mer était plus agitée et les Landing craft tank ont débarqué les chars directement sur la plage plutôt que de risquer de les lancer en mer. En conséquence, au lieu d'être les premières unités à terre, les DD débarquèrent en même temps que les autres chars de combat.
À Juno Beach, à 700 m de la plage, 29 chars seulement purent être lancés à cause de l'état de la mer. Ils arrivèrent peu après la première vague d'assaut qui subit de lourdes pertes.

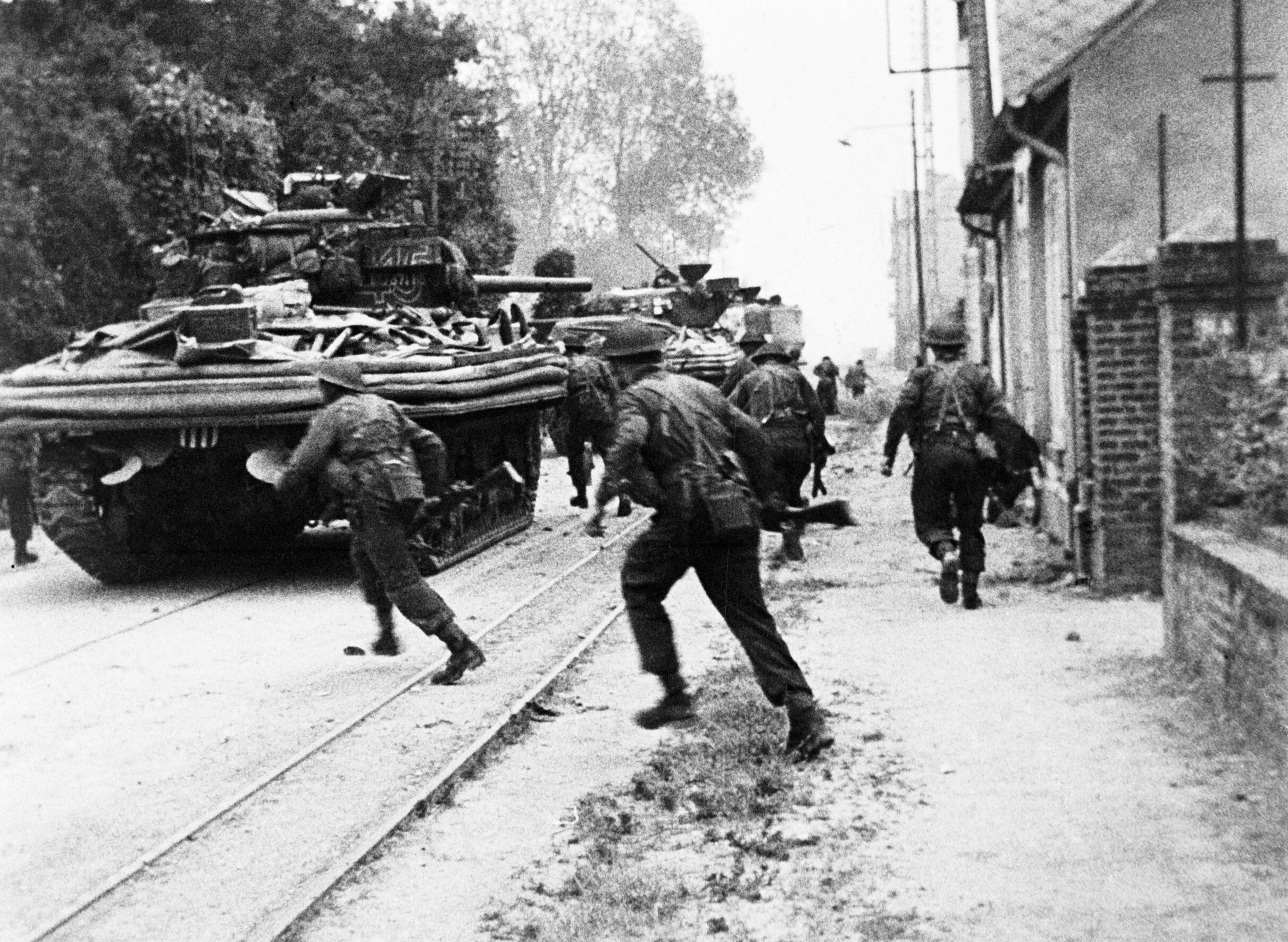
Chars DD près de Ouistreham le 6 juin 1944.

Sur Utah Beach, deux escadrons de DD devaient précéder le débarquement de l'infanterie. 4 chars DD ont été détruits lorsque leur LCT a touché une mine et a coulé. Les 28 chars restants sont arrivés sur la plage avec succès. Cependant, les LCT des chars DD ont été rattrapés par les barges de débarquement plus rapides de l'infanterie et sont donc arrivés 15 minutes après le débarquement initial de l'infanterie.
À Omaha Beach, presque tous les chars lancés en mer ont été perdus, contribuant au taux élevé de pertes et ralentissant les progrès sur cette plage.
112 chars étaient assignés à la première vague dont 64 DD. Les deux escadrons de DD ont été mis à l'eau mais l'un des deux a renoncé, jugeant l'opération trop risquée. Sur les 29 chars de l'autre escadron, plusieurs ont coulé, certains en noyant leur équipage, et les autres ont été frappés directement sur leurs LCT par des tirs d'artillerie provenant de la plage. En effet, les chars DD avaient des jupes prévues pour des vagues d'environ 30 cm alors que les vagues ce jour-ci avoisinaient les 2 m. Ils furent donc submergés rapidement d'autant plus qu'ils furent largués loin, à environ 5 km des plages. Cependant, il existait une procédure de secours qui permit de sauver de nombreux équipages.

### BARV

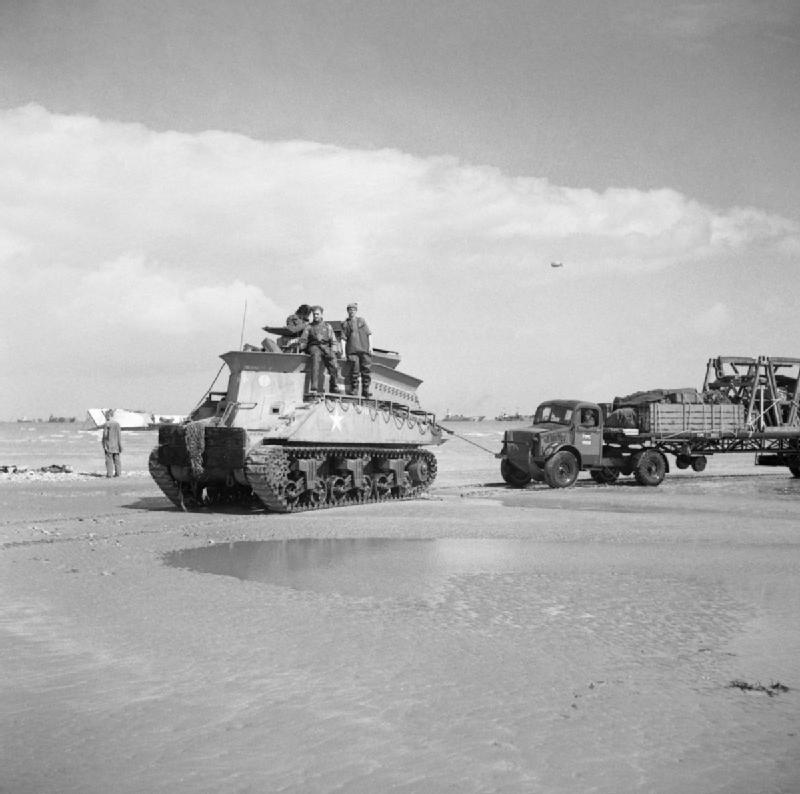
BARV tractant un camion détruit, 14 juin 1944.

Le BARV (Beach Armoured Recovery Vehicle) était un char Sherman M4A2 qui avait été rendu étanche et dont la tourelle était remplacée par une grande superstructure blindée.
Le Sherman fut choisi comme base car son blindage semblait le plus simple à étancher et la version M4A2 privilégiée car elle était motorisée par un moteur diesel qui supportait mieux les changements subits de température lors de la mise à l'eau. Capable d'être utilisé dans 2,7 mètres d'eau, le BARV a été prévu pour dégager les véhicules qui étaient en panne ou inondés pendant l'assaut et qui bloquaient l'accès aux plages.
Les chars de ce type ont été également employés pour renflouer la petite barge de débarquement qui s'était collée à la plage. En tout, 60 furent déployés lors du débarquement en Normandie.
À proprement parler, les Sherman BARV n'étaient pas des Funnies car ils ont été développés et utilisés par les Royal Electrical and Mechanical Engineers (REME) et non par la 79e division blindée.
Quelques BARV continuèrent à être employés jusqu'en 1963 mais ils ont plus tard été remplacés par un type de véhicule basé sur le char Centurion. En 1950, un unique char Grant M3A5 fut aussi converti en BARV par l'Armée australienne et resta en service jusqu'en 1970.

### LVT «Buffalo»

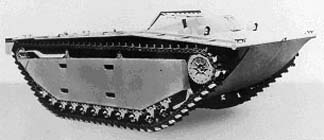
LVT « Buffalo »

Le LVT « Buffalo » (LVT pour Landing Vehicle Tracked) était la version britannique du véhicule amphibie blindé américain de débarquement LVT4. Officiellement, il était désigné « LVT-2 Water Buffalo » ou « Buffalo II » par l'armée britannique.
Cette version était motorisée par un moteur de char Stuart. 2 962 exemplaires furent au total produits.

### Armoured Bulldozer

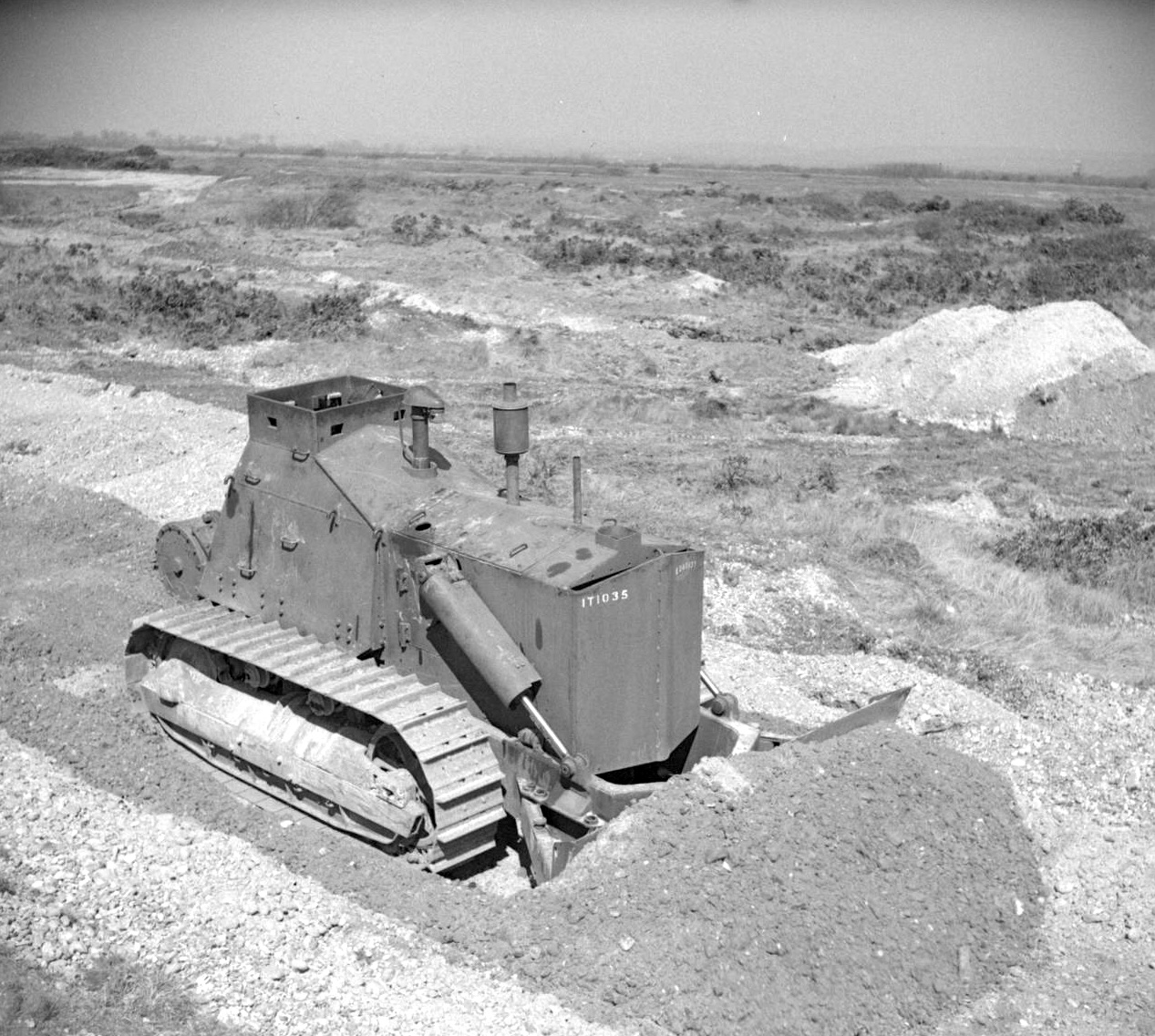
Armoured bulldozer

L’Armoured Bulldozer était un bulldozer Caterpillar D8 conventionnel équipé d'un blindage pour protéger le conducteur et le moteur.
Le travail de ces véhicules était de dégager les plages des obstacles et de rendre des routes accessibles en dégageant les débris et en comblant les cratères d'obus.
Le bulldozer blindé deviendra un outil habituel de toute compagnie du génie.
Des bulldozers blindés continuent à être employés par Tsahal et ont été récemment adoptés par les Marines aux États-Unis et par l'armée américaine en Irak dans les années 2000.

### Centaur Bulldozer

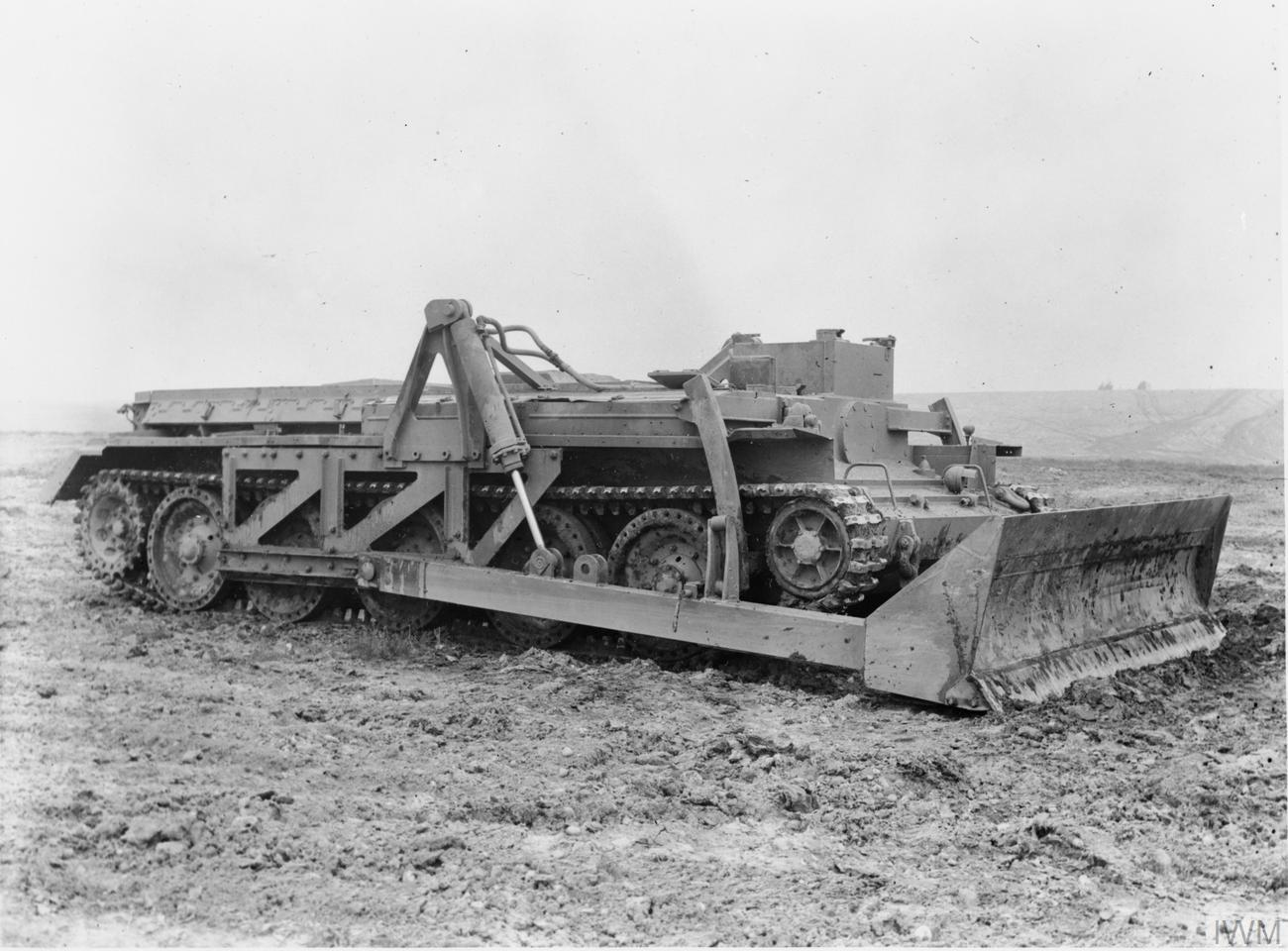
Bulldozer Centaur

Le Centaur Bulldozer était un char Cromwell dépourvu de tourelle, équipé d'une lame de bulldozer actionnée par un treuil.
Ce type de char a été produit en raison d'un besoin de véhicule blindé qui, à la différence d'un Armoured Bulldozer, devait être également assez rapide pour suivre des formations de chars.
Les chars de ce type n'ont pas été employés le jour J mais ont été utilisés par la 79e division blindée en Belgique vers la fin 1944.
Le Centaur a continué à être utilisé par les Forces armées britanniques même après la Seconde Guerre mondiale, principalement pendant la guerre de Corée. En outre, un petit nombre de chars Churchill AVRE et Sherman BARV a été employé jusqu'aux années 1960 où ces chars ont été remplacés par des véhicules semblables basés sur le char Centurion.

## Après le débarquement
Les Hobart's Funnies furent utilisés lors de l'opération Anvil Dragoon en Provence d'août 1944.
De nos jours[Quand ?], les Royal Engineers continuent à employer les chars modifiés Centurion et Chieftain[réf. nécessaire].
Percy Hobart est distingué par la médaille militaire américaine Legion of Merit et fait Sir par la couronne britannique.